# Ugni
Ugni (Turcz., 1848) è un genere di piante appartenente alla famiglia delle Myrtaceae, originario dell'America ed, in particolare, dalla parte centro meridionale di Cile ed Argentina a sud, fino al Messico, a nord.
Il nome deriva dal termine Uñi con cui i nativi Mapuche indicano frutti della specie di maggior rilievo del genere, l'Ugni molinae.

## Descrizione
Normalmente sono arbusti sempreverdi, che possono raggiungere altezze da uno a quattro metri.

Le foglie sono ovali, opposte, 1–4 cm di lunghezza, 0,2-2,5 cm di larghezza, di colore verde scuro, lucide, spesso con profumo speziato ed aromatico.

I fiori sono pendenti da 1 a 3 cm di diametro, con quattro o cinque petali e numerosissimi stami.

I frutti sono piccole bacche rosse o rosate, a volte bianche.

## Tassonomia
Il genere, ora considerato separato e distinto, era in passato attribuito a Myrtus o Eugenia, dai quali si distingue per i fiori pendenti, e per gli stami più corti dei petali.

Al suo interno sono comprese le seguenti 4 specie:
- Ugni candollei (Barnéoud) O.Berg
- Ugni molinae Turcz.
- Ugni myricoides (Kunth) O.Berg
- Ugni selkirkii (Hook. & Arn.) O.Berg